# Проспект емісії

## Проспект цінних паперів
Документ, який оформлюється при здійсненні публічної пропозиції цінних паперів та містить інформацію відповідно до вимог, визначених законом.
Проспект оформлюється особою, яка здійснює публічну пропозицію.
Проспект повинен містити всю інформацію, яка, з огляду на особливості емітента та цінних паперів, щодо яких здійснюється публічна пропозиція, необхідна для надання інвесторам можливості зробити обґрунтовану оцінку фінансового становища активів і пасивів та перспектив емітента та будь-якої особи, яка забезпечує виконання зобов’язання емітента за таким випуском, а також прав за такими цінними паперами, та яка подається у формі, яку легко зрозуміти та проаналізувати.
Проспект повинен включати:
1) анотацію;
2) реєстраційний документ;
3) документ про цінні папери.
Вимоги до відомостей, які має включати проспект та окремі його частини, встановлюються Національною комісією з цінних паперів та фондового ринку.
Проспект може складатися з одного чи кількох різних документів, які також можуть містити посилання на інші документи, які є у публічному доступі в результаті їх оприлюднення відповідно до вимог Закону України "Про цінні папери та фондовий ринок".
Особа, яка оформлює проспект, подає до Національної комісії з цінних паперів та фондового ринку проспект та всі необхідні документи для його затвердження.
Проспект, який складається з єдиного документа, є дійсним для здійснення публічної пропозиції протягом 12 місяців з дати його затвердження Національною комісією з цінних паперів та фондового ринку. Якщо проспект складається з кількох документів, такий строк розраховується з дати затвердження останнього з них.
Проспект втрачає дійсність для здійснення публічної пропозиції, якщо суттєві зміни, зазначені у частині другій цієї статті, відбулися та не були оформлені відповідно до вимог цієї статті шляхом внесення змін та/або доповнень до такого проспекту.
1. 1 2  Закон України "Про цінні папери та фондовий ринок". Відомості Верховної Ради України. 2006. с. ст. 268. {{cite book}}: |pages= має зайвий текст (довідка)